# Acriopsis indica
Acriopsis indica là một loài thực vật có hoa trong họ Lan. Loài này được C.Wright mô tả khoa học đầu tiên năm 1851.